# Volksunie
El Volksunie ("Unió del Poble") va ser un partit nacionalista flamenc entre els anys 1954 i 2001.
El partit va ésser fundat el 14 de desembre de 1954. Va ser el successor del CVV (Christelijke Vlaamse Volksunie) "Unió Cristianoflamenca del Poble". El punt més àlgid l'obtingué en les eleccions legislatives belgues de 1971 en les quals aconseguí un 11% dels vots que li representaren 21 diputats i 19 senadors.
L'any 1978, el Volksunie entrà a govern, cosa que significà que l'ala més dretana del partit se'n separés i formés el partit Vlaams Blok "Bloc flamenc", actual Vlaams Belang "Interès flamenc".
El 13 d'octubre de 2001, el partit es dividí en tres faccions: De toekomstgroep (El grup del futur), Niet splitsen (No ens separem) i Vlaams-Nationaal (Nacional flamenc). L'última facció va guanyar i es va quedar amb la infraestructura del partit. Els mitjans econòmics van ser repartits entre els tres grups. Així, el "De toekomstgroep" i el "Vlaams-Nationaal" van acabar fundant, respectivament, els partits polítics SPIRIT (ara VlaamsProgressieven) i N-VA i la gent del corrent "Niet splitsen" s'acabà integrant al CD&V o al VLD.